# معترم
معترم قرية سورية تتبع ناحية مركز أريحا في منطقة أريحا في محافظة إدلب. بلغ عدد سكانها 2351 نسمة في عام 2004 حسب إحصاء المكتب المركزي للإحصاء.